# Marcin Komorowski
Marcin Komorowski (Pabianice, 17 aprile 1984) è un ex calciatore polacco, di ruolo difensore.

## Caratteristiche tecniche
Era un difensore centrale mancino, ma è stato utilizzato anche come terzino sinistro o addirittura come esterno di centrocampo.

## Carriera

### Club
Cresce nelle giovanili della squadra della sua città, il PTC Pabianice prima di trasferirsi ad altre squadre del suo voivodato, tra cui le più blasonate GKS Belchatow e LKS Lodz, con le quali esordisce in Ekstraklasa.
Conta più di novanta presenze nella massima serie polacca, oltre ad altre settantotto nel campionato russo, disputate tutte con la maglia del Terek Grozny.
Ha giocato dieci partite di UEFA Europa League, tutte durante il suo periodo al Legia Varsavia, segnando anche un gol contro l'Hapoel Tel Aviv.
Nel 2017, a 33 anni, ha annunciato l'addio al calcio.

### Nazionale
Il 13 dicembre del 2008 ha debuttato con la nazionale maggiore polacca, disputando per intero una gara amichevole contro la Serbia.
Il 12 ottobre 2012, subentrando a 15' dalla fine ad Artur Sobiech, segna il gol che permette alla Polonia di vincere 1-0 contro il Sudafrica.

## Statistiche

### Cronologia presenze e reti in Nazionale
| Cronologia completa delle presenze e delle reti in nazionale ― Polonia | Cronologia completa delle presenze e delle reti in nazionale ― Polonia | Cronologia completa delle presenze e delle reti in nazionale ― Polonia | Cronologia completa delle presenze e delle reti in nazionale ― Polonia | Cronologia completa delle presenze e delle reti in nazionale ― Polonia | Cronologia completa delle presenze e delle reti in nazionale ― Polonia | Cronologia completa delle presenze e delle reti in nazionale ― Polonia | Cronologia completa delle presenze e delle reti in nazionale ― Polonia |
| Data                                                                   | Città                                                                  | In casa                                                                | Risultato                                                              | Ospiti                                                                 | Competizione                                                           | Reti                                                                   | Note                                                                   |
| ---------------------------------------------------------------------- | ---------------------------------------------------------------------- | ---------------------------------------------------------------------- | ---------------------------------------------------------------------- | ---------------------------------------------------------------------- | ---------------------------------------------------------------------- | ---------------------------------------------------------------------- | ---------------------------------------------------------------------- |
| 14-12-2008                                                             | Adalia                                                                 | Polonia                                                                | 1 – 0                                                                  | Serbia                                                                 | Amichevole                                                             | -                                                                      |                                                                        |
| 7-2-2009                                                               | Faro                                                                   | Lituania                                                               | 1 – 1                                                                  | Polonia                                                                | Amichevole                                                             | -                                                                      | 46’                                                                    |
| 6-6-2009                                                               | Johannesburg                                                           | Sudafrica                                                              | 1 – 0                                                                  | Polonia                                                                | Amichevole                                                             | -                                                                      | 59’                                                                    |
| 9-6-2009                                                               | Città del Capo                                                         | Iraq                                                                   | 1 – 1                                                                  | Polonia                                                                | Amichevole                                                             | -                                                                      | 46’                                                                    |
| 7-10-2011                                                              | Seul                                                                   | Corea del Sud                                                          | 2 – 2                                                                  | Polonia                                                                | Amichevole                                                             | -                                                                      | 86’                                                                    |
| 15-11-2011                                                             | Poznań                                                                 | Polonia                                                                | 2 – 1                                                                  | Ungheria                                                               | Amichevole                                                             | -                                                                      |                                                                        |
| 12-10-2012                                                             | Varsavia                                                               | Polonia                                                                | 1 – 0                                                                  | Sudafrica                                                              | Amichevole                                                             | 1                                                                      | 75’                                                                    |
| 14-11-2012                                                             | Danzica                                                                | Polonia                                                                | 1 – 3                                                                  | Uruguay                                                                | Amichevole                                                             | -                                                                      |                                                                        |
| 4-6-2013                                                               | Cracovia                                                               | Polonia                                                                | 2 – 0                                                                  | Liechtenstein                                                          | Amichevole                                                             | -                                                                      | 20’                                                                    |
| 7-6-2013                                                               | Chișinău                                                               | Moldavia                                                               | 1 – 1                                                                  | Polonia                                                                | Qual. Mondiali 2014                                                    | -                                                                      |                                                                        |
| 5-3-2014                                                               | Varsavia                                                               | Polonia                                                                | 0 – 1                                                                  | Scozia                                                                 | Amichevole                                                             | -                                                                      | 90+2’                                                                  |
| 13-6-2015                                                              | Varsavia                                                               | Polonia                                                                | 4 – 0                                                                  | Georgia                                                                | Qual. Euro 2016                                                        | -                                                                      | 90’                                                                    |
| 16-6-2015                                                              | Danzica                                                                | Polonia                                                                | 0 – 0                                                                  | Grecia                                                                 | Amichevole                                                             | -                                                                      |                                                                        |
| Totale                                                                 |                                                                        | Presenze                                                               | 13                                                                     |                                                                        | Reti                                                                   | 1                                                                      |                                                                        |